# Virus khổng lồ
Một virus khổng lồ, đôi khi được gọi là girus (ghép từ từ tiếng Anh giant virus), là một loại virus rất lớn, một số trong đó còn lớn hơn cả vi khuẩn thông thường. Tất cả các virus khổng lồ được biết đến đều thuộc ngành Nucleocytoviricota.

## Mô tả
Mặc dù các tiêu chí chính xác được xác định trong các tài liệu khoa học là khác nhau, nhưng virus khổng lồ thường được mô tả là virus có vỏ bọc pseudo-icosahedral lớn (đường kính 200 đến 400 nanômét) có thể được bao quanh bởi một lớp dày (khoảng 100 nm) nhiều sợi nhỏ sợi protein.